# Unione Sportiva Vibonese Calcio

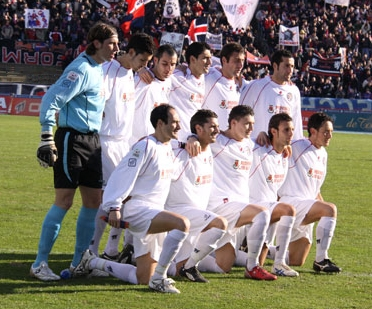
Plantel en la temporada 2008-09.

La Unione Sportiva Vibonese Calcio es un club de fútbol de Italia, con sede en Vibo Valentia, en la región de Calabria. Fue fundado en 1928 y refundado en varias oportunidades. Compite en la Serie D, cuarta categoría del fútbol italiano.

## Historia
El club nació en 1928 de dos equipos preexistentes en Vibo Valentia, el Ischia Monteleone y el Luigi Razza. En 1960, el U.S. Vibonese quebró y fue fundado un nuevo club, que inicialmente adoptó la denominación Gruppo Sportivo Hipponion.
Tras varias temporadas en el quinto o cuarto nivel del fútbol italiano, en el 2016 accedió a la Lega Pro, la tercera división de Italia, gracias a un repechaje.

## Palmarés

### Torneos interregionales
- Serie D (1): 2017-18 (Grupo I)

### Torneos regionales
- Prima Divisione Calabria (1): 1950-51
- Eccellenza Calabria (1): 1997-98
- Promozione Calabria (2): 1996-97 (Grupo B), 1972-73
- Seconda Categoria Calabria (1): 1960-61
- Copa Italia de Aficionados Calabria (1): 1996-97